# سرديان بلافسيك
سرديان بلافسيك (بالصربية: Срђан Плавшић)‏ هو لاعب كرة قدم صربي في مركز الوسط، ولد في 3 ديسمبر 1995 في نوفي ساد في صربيا. شارك مع منتخب صربيا تحت 20 سنة لكرة القدم ومنتخب صربيا تحت 21 سنة لكرة القدم. أما مع النوادي، فقد لعب مع النجم الأحمر بلغراد وسبارتا براغ وسبارتاك سوبتيتسا وسلافيا براغ.

## وصلات خارجية
- سرديان بلافسيك على موقع الاتحاد الأوربي (الإنجليزية)
- سرديان بلافسيك على موقع قاعدة بيانات كرة القدم.إي يو (الإنجليزية)
- سرديان بلافسيك على موقع ناشيونال فوتبول تيمز (الإنجليزية)
- سرديان بلافسيك على موقع Soccerbase.com (لاعب) (الإنجليزية)
- سرديان بلافسيك على موقع Soccerway.com (الإنجليزية)
- سرديان بلافسيك على موقع عالم كرة القدم.نت (الإنجليزية)